# Sanctuary (película de 1961)
Sanctuary (en español: Réquiem para una mujer o Réquiem por una mujer, títulos en España: Santuario, título en países de Hispanoamérica) es una película dramática de 1961 dirigida por Tony Richardson. La película, basada en las novelas de William Faulkner Santuario (1931) y Requiem for a Nun (1951), trata sobre la criada negra de una mujer blanca que mata al bebé recién nacido de esta última para darle a su empleadora una salida a un apuro y luego se enfrenta la pena de muerte.

## Argumento
En 1928, en el condado de Yoknapatawpha, Mississippi, Nancy Mannigoe, una mujer negra de 30 años, es condenada a muerte por el asesinato intencional del hijo pequeño de su empleadora blanca, la Sra. Gowan Stevens, con el nombre de soltera Temple Drake. En vísperas de la ejecución programada, Temple intenta salvar a Nancy contándole a su padre, el gobernador, los acontecimientos que condujeron al asesinato.

## Reparto
- Lee Remick como Temple Drake/Sra. Gowan Stevens
- Odetta como Nancy Mannigoe
- Yves Montand como Candy Man
- Bradford Dillman como Gowan Stevens
- Harry Townes como Ira Bobbitt
- Howard St. John como el gobernador Drake
- Jean Carson como Norma
- Reta Shaw como Srta. Reba
- Strother Martin como Dog Boy
- William Mims como Lee
- Marge Redmond como Flossie
- Jean Bartel como Swede

## Producción
Richard D. Zanuck produjo la película. Hizo una adaptación de ambas novelas de Faulkner porque había más oportunidades comerciales y porque creía que la novela de la secuela por sí sola no podía adaptarse adecuadamente a una película. Zanuck adquirió los derechos de filmación de ambas novelas y, como parte de esto, gastó 75 000 usd en los derechos de The Story of Temple Drake, ya que estaba obligado a hacerlo para obtener dichos derechos de la novela original.
James Poe escribió el guion utilizando un esquema y prólogo elaborados por Zanuck porque este último no pudo contactar a Faulkner a través de los empleados enviados a visitar al autor.
Tony Richardson declaró que deseaba trabajar en la película en parte debido a la representación de los Estados Unidos de los años 1920 y 1930 en el guion original, pero no le gustaba el proceso de edición de las películas estadounidenses de la época y, por lo tanto, no le gustó la película terminada.

## Diferencias argumentales
En los análisis del argumento de la película y las novelas originales, E. Pauline Degenfelder, de las Escuelas Públicas de Worcester, estimó que el treinta por ciento de la trama se desarrolla en el presente y el resto en retrospectivas; de ese setenta por ciento, atribuyó el cuarenta por ciento a la novela original, el ocho por ciento a la novela secuela y el resto a «una transición entre Santuario y Réquiem». El elemento Lee Goodwin/Tommy no está incluido. Un accidente automovilístico se utilizó como recurso argumental para que Temple fuera descubierta ya que, debido a la ausencia del elemento mencionado, Horace Benbow no aparece en esta versión y, por lo tanto, no puede localizarla.
Degenfelder escribió que la fusión de personajes da como resultado una «coincidencia ridícula» que se convierte en una característica de la trama.

## Recepción
Phillips calificó la reacción del público en general y de los críticos de cine como «tibia».
Crowther escribió que la película «no refleja ni comprende mejor el mal en las historias de Faulkner o la corrupción social que sugieren» que la adaptación anterior, y que Sanctuary era un «melodrama del tipo más mecánico y meretricio» que carecía de la explicación para el comportamiento de Temple. Crowther elogió la actuación de Remick.
Degenfelder argumentó que el material original estaba mal combinado y adaptado, y que la obra presentaba una "pésima falta de movimiento", lo que resultaba en un «desastre artístico». Además, consideró que esta versión era misógina.
Phillips argumentó que la película tiene «mucho del sabor de Faulkner» y que sería difícil representar los acontecimientos de la novela original en una película que fuera aceptable para el público general. Además Phillips argumentó que la filmación en blanco y negro, en comparación con la filmación en color, estaba «en consonancia con la cruda atmósfera del sombrío relato de Faulkner».